# Saccorhytus
Saccorhytus é um gênero de protostômio que viveu durante o período Cambriano onde hoje é a China. 
Anteriormente era tido como o ancestral mais antigo do ser humano e o deuterostômio mais antigo conhecido. Mas, novas pesquisas de 2022 revelaram tratar-se de um Ecdysozoa, parente dos artrópodes.

## Descrição
Espécimes de Saccorhytus tinham 1mm de comprimento. Segundo os fósseis, esses animais não tinham ânus, provavelmente se alimentando e soltando o excremento pela mesma abertura. Essa boca também era desproporcionalmente grande para o tamanho do animal, o que significa que ele poderia ter comido outros animais. Esses animais também tinham quatro aberturas cônicas de cada lado, que não foram usadas para respirar. Elas provavelmente evoluíram para as brânquias modernas. O corpo do animal era coberto por uma pele e músculos finos, indicando que provavelmente esses animais se moviam "balançando" e contraindo os músculos ao longo de seu corpo.